# 176
El 176 (CLXXVI) fou un any de traspàs començat en diumenge del calendari julià.

## Naixements
- Terni (Itàlia): Sant Valentí, bisbe i màrtir. (m. 269)[1]
- Xina: Ma Chao, general de l'Imperi Han. (m. 222)[2]